# 韓国鉄道公社120000系電車
120000系電車（120000けいでんしゃ）は、大韓民国の高速鉄道車両である。110000系（KTX-山川）の4次車にあたる。当初は韓国鉄道公社（KORAIL）のKTXとして運用されていたが、現在は全車がSRにリースされ、同社のSRTとして運行されている。

## 概要
湖南高速線の開業に合わせ、既存の110000系電車（1 - 3次車）における問題点を改善した22編成が導入され、完成後初の編成が2013年8月21日に公開された。車両価格は1編成10両あたり335億ウォンである。
民営化問題の最中に韓国鉄道施設公団により発注されたため、保有予定だったSRによる公募で、車両の愛称が「ダリアン」に一時決定した。
2015年3月31日より、韓国鉄道公社（KORAIL）で所有している22編成のうち10編成がKTX_山川として営業運行に投入され、主に湖南高速鉄道で運行された。残りの12編成は緊急時に運行する予備車として湖南高速車両整備センターに配備された。
2016年12月9日の水西平沢高速線開業により、直前にKTX_山川としての運用を外れ、全車がSRにリースされる形で転属。同社保有の130000系とともに、SRTとして運行されるようになった。

## 性能

### KTX-山川（3次車）との違い
- 加速性能が向上、KTX-Iの6分5秒や、KTX-山川3次車までの5分16秒よりも早い4分47秒で最高速度の300 km/hまで到達できるようになった[1][2]。
- 乗り心地が向上された。
- ダリアンは塗色が従来の青系統から紫系統になった。
- シートピッチは従来と同じ960mmだが、背面テーブルを引き出し式から新幹線や旅客機と同様の折りたたみ式にしたことで、空間を従来のKTX-山川より57mm増やし、足元のゆとりを増やした。
- すべての座席にモバイル用の電源コンセント(220V)を設置した。
- インターネットサービスの速度を向上させるための4Gモデムを採択した。
- 客室LED照明と照度 調整機能を追加。
- 操作が容易なドア開閉スイッチを採用。
- 防音材の追加適用で部屋 の騒音低減など利便性を改善した。
- スナックバーを廃止、乗務員室の放送室を統合して車内レイアウトを再配置した。
- 座席数をKTX-山川より47席多い410席に増やした。
- 同伴席を廃止

## 編成
元々は2桁の編成番号xxが先頭車両に表記されていたが130000形との区別のために2xx表記に改められている。
KTX_山川（4次車）→SRT
|              | ← 水西釜山・益山・木浦 → |           |           |           |           |           |           |           |                   |           |
| 号車(重連時) | 動                       | 1 (11)    | 2 (12)    | 3 (13)    | 4 (14)    | 5 (15)    | 6 (16)    | 7 (17)    | 8 (18)            | 動        |
| 形式         | 12xx51 PC                | 12xx01 T1 | 12xx02 T2 | 12xx03 T3 | 12xx04 T4 | 12xx05 T5 | 12xx06 T6 | 12xx07 T7 | 12xx08 T8         | 12xx52 PC |
| 表記         | 2xx                      |           |           |           |           |           |           |           |                   | 2xx       |
| 座席         | -                        | 一般室    | 一般室    | 特室      | 一般室    | 一般室    | 一般室    | 一般室    | 一般室 （自由席） | -         |
| 車内設備     | -                        | WC,,補    | 補,       | WC,補     | WC,乗     | WC,補     | WC,補,    | 補        | WC,補             | -         |
| 定員         | -                        | 51        | 56        | 33        | 56        | 48        | 48        | 56        | 60                | -         |

凡例
- 補：補助席（デッキにあるジャンプシート）
- WC：トイレ
- ：自動販売機
- ：バリアフリー施設（座席及び便所）
- 乗：乗務員室
- 動：動力車

## 画像

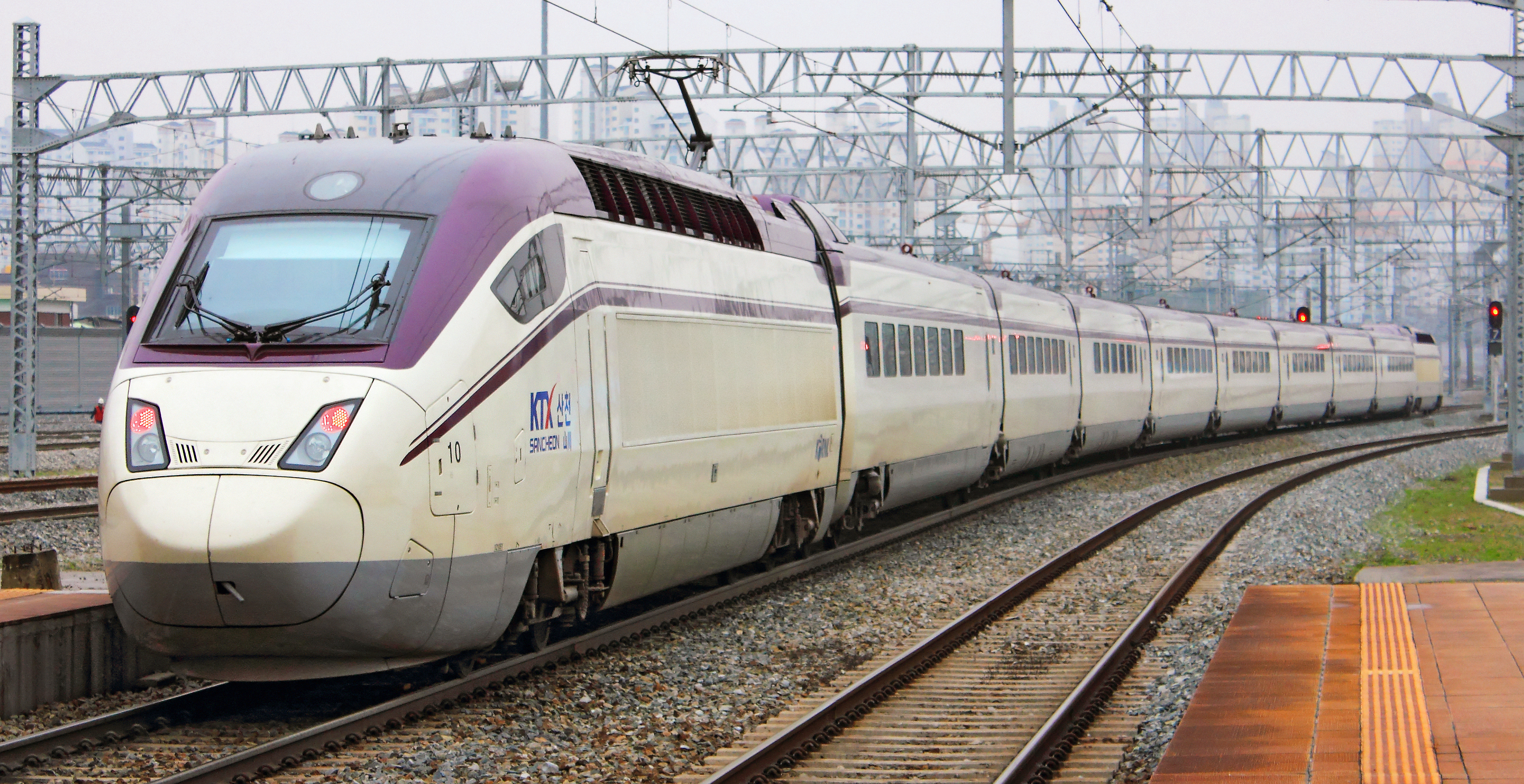
大田駅に入線するKTX-山川時代の120000形車両
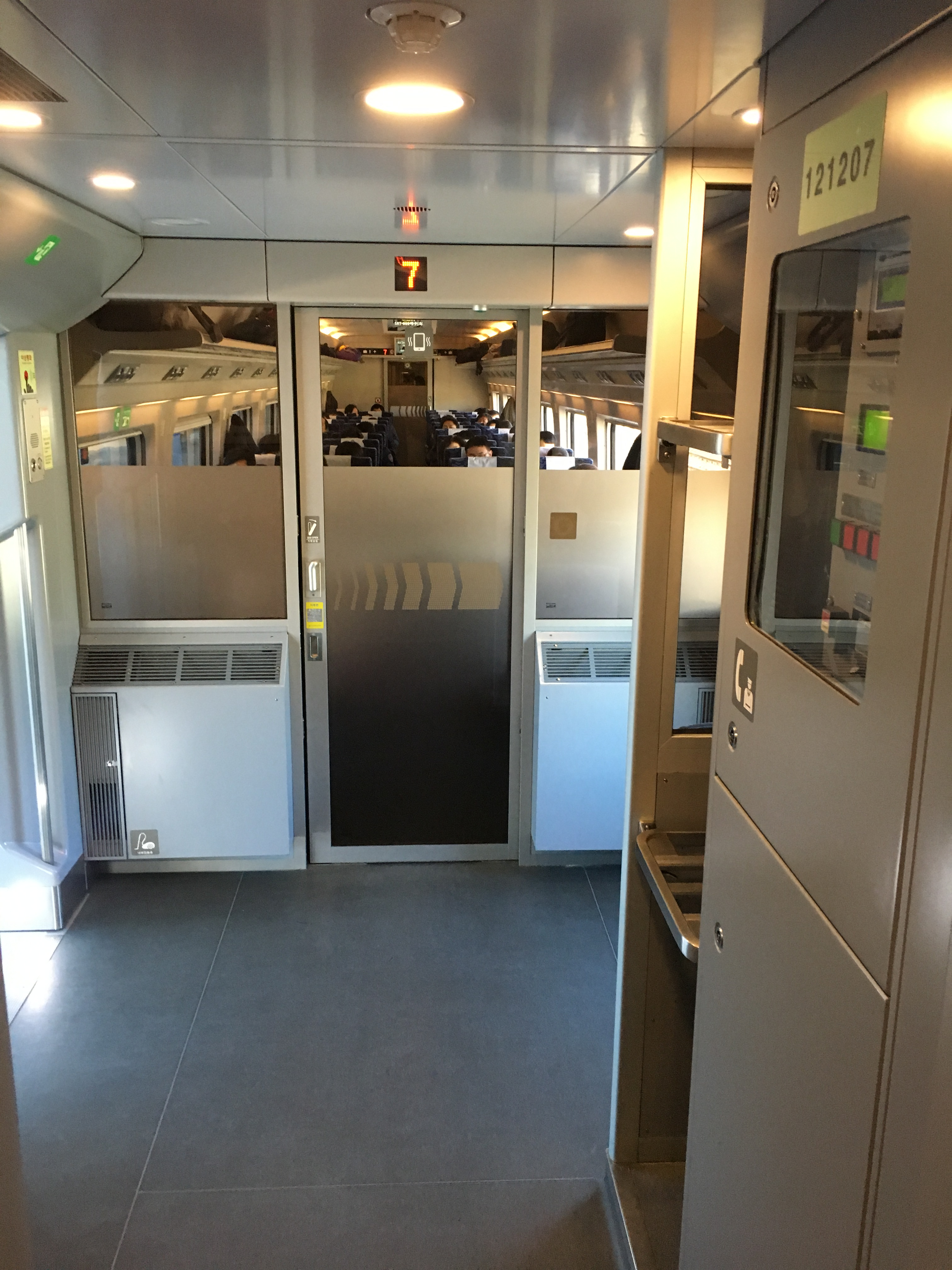
車内